# Union des forces démocratiques pour le progrès
L'Union des forces démocratiques pour le progrès (UFDP) est un parti politique malien présidé par Youssouf Traoré.

## Historique
Le parti est fondé en mai 1991 et officiellement enregistré le 16 mai 1991. Il gagne trois sièges aux élections législatives de 1992.
L'UFDP boycotte les élections législatives de juillet 1997, après que les élections d'avril soient annulées. Il conteste les élections législatives de 2002 au sein d'une alliance dénommée la Convergence pour l'Alternance et changement, qui remporte dix sièges.
Le parti n'est pas en liste dans les élections législatives de 2013[réf. nécessaire].